# Jass
Ej att förväxla med ett annat kortspel med snarlikt namn, se Jazz (kortspel).
Jass är ett kortspel som är mycket populärt i Schweiz och dess grannländer. Det finns flera varianter, till exempel handjass, men det mest kända är Schieber-Jass.
Kortspelet jass spelas med 36 kort (istället för 52, där korten 2 till 5 är borttagna). Vanligtvis spelas det med en kortlek med färgerna rosor, bjällror, sköldar och ekollon (tysk benämning Rosen, Schellen, Schilten und Eichel). Man kan även använda den franska kortleken (som används i Norden), även då med korten 2 till 5 borttagna i alla färger.
Man har också trumf som väljs varje omgång, där turordning ändras från vanligtvis ess som högsta kort, till Under (knekten) och sedan kort 9 (Nell), följt av vanlig nedfallande turordning.
Den vanligaste 4-mannavarianten påminner om fyrmanswhist och bridge, som också spelas parvis. Man spelar flera givar där förutsättningarna växlar från giv till giv. Det gäller ta stick, men gärna då poänggivande kort.